# Đồng bằng Ấn-Hằng

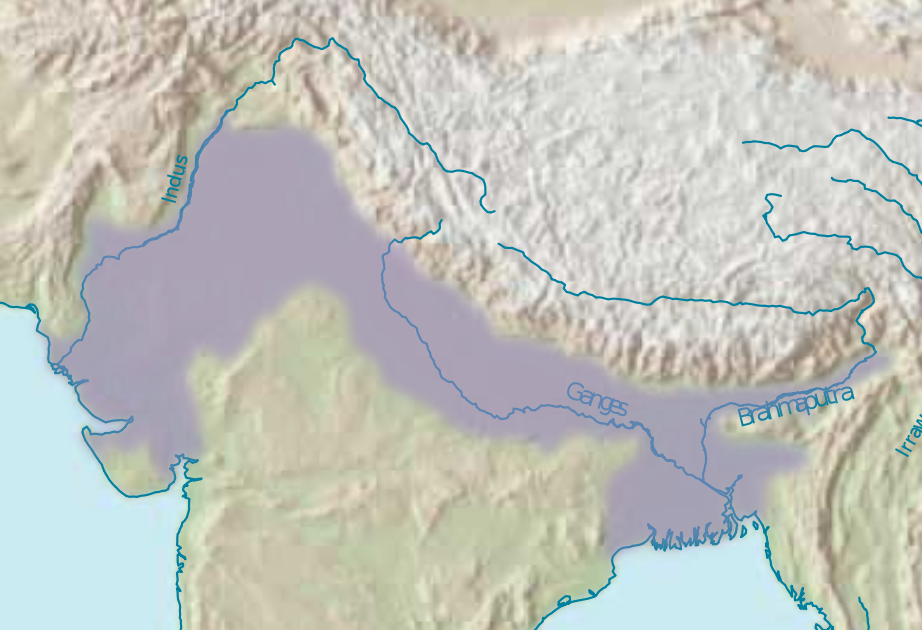
Bản đồ đồng bằng Ấn-Hằng

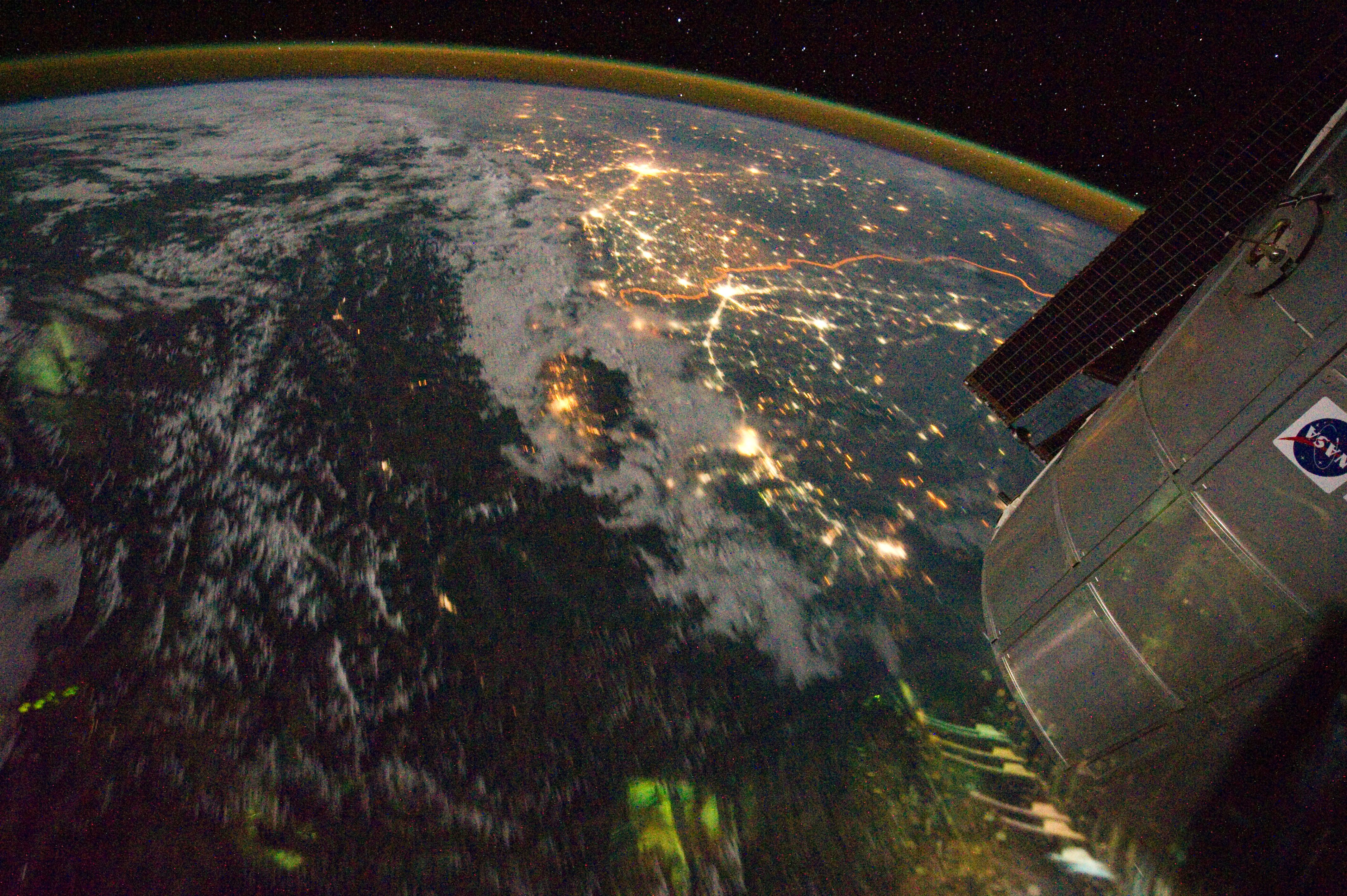
Các cụm ánh sáng màu vàng tại đồng bằng Ấn-Hằng biểu thị cho nhiều thành phố lớn nhỏ

Đồng bằng Ấn-Hằng hay Các đồng bằng Miền Bắc hay Đồng bằng sông Bắc Ấn Độ là một đồng bằng lớn và màu mỡ bao gồm phần lớn phần phía bắc và đông của Ấn Độ, các phần đông dân nhất của Pakistan, nhiều phần của miền nam Nepal và gần như toàn bộ Bangladesh. Đồng bằng được đặt theo tên sông Ấn (Indus) và sông Hằng (Ganges), hai hệ thống sông tạo nên nó.
Đồng bằng là khu vực đông dân cư nhất Trái Đất, là nơi sinh sống của gần 1 tỉ người (khoảng 1/7 dân số toàn cầu) trên một diện tích 700.000 km² (270.000 mi²). Các thành phố lớn nhất trên đồng bằng Ấn-Hằng là Ludhiana, Amritsar, Chandigarh, Delhi, Jaipur, Kanpur, Lucknow, Allahabad, Varanasi, Patna, Kolkata, Guwahati, Dhaka, Lahore, Faisalabad, Rawalpindi, Islamabad, Multan, Hyderabad và Karachi.
Đồng bằng Ấn-Hằng có giới hạn ở phía bắc là dãy Himalaya, là khởi nguồn của nhiều con sông tạo nên đồng bằng và là nguồn gốc của lớp đất phù sa màu mỡ của khu vực. Rìa phía nam của đồng bằng được giới hạn bằng Vindhya- và dãy núi Satpura, cùng cao nguyên Chota Nagpur. Ở phía tây là cao nguyên Iran.

## Phân chia

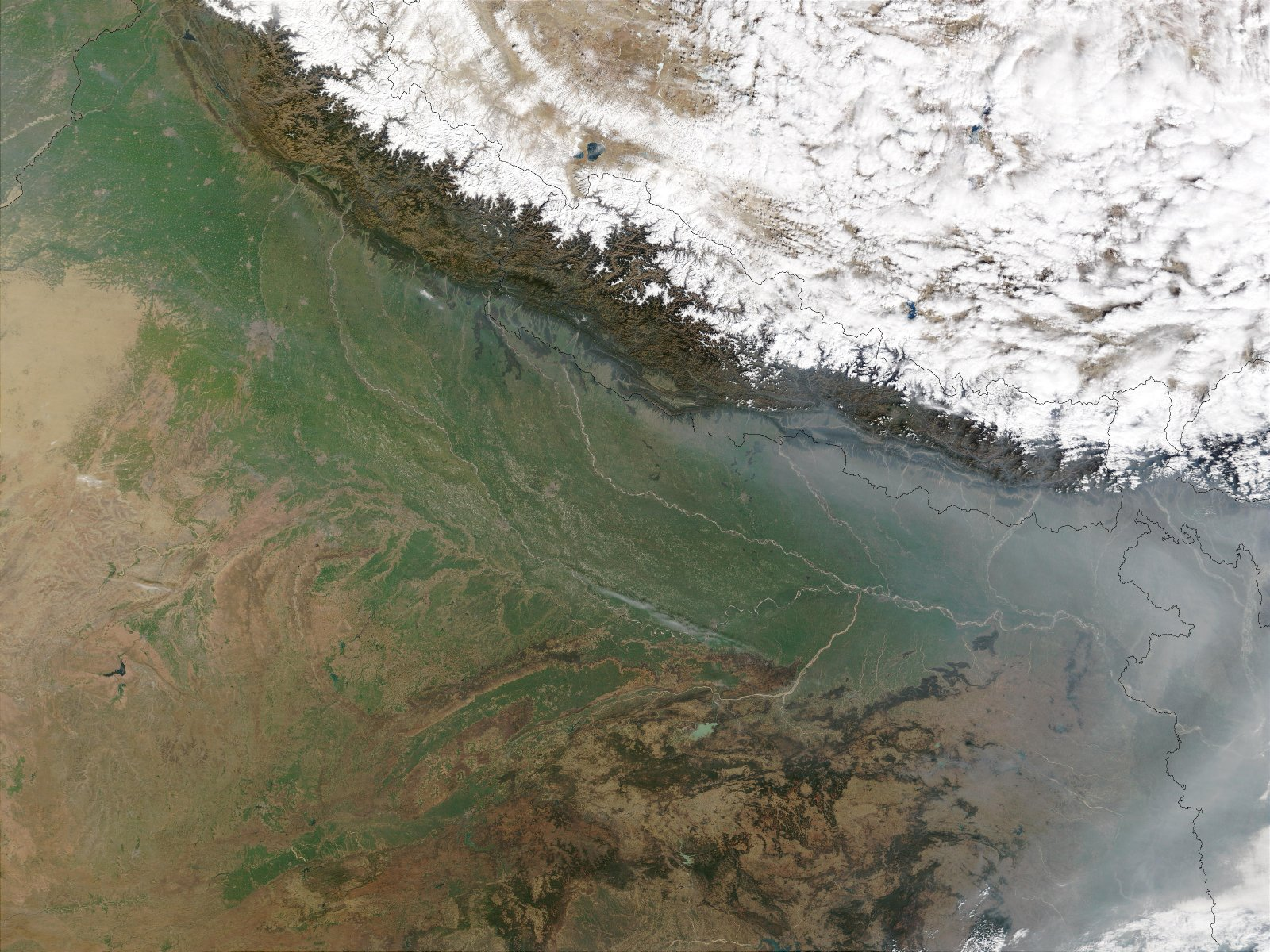
Một phần của đồng bằng Ấn-Hằng

Một số nhà địa lý học chia đồng bằng Ấn-Hằng thành các phần: thung lũng sông Ấn, đồng bằng Punjab, các đồng bằng Haryana, đồng bằng trung và hạ du sông Hằng. Theo định nghĩa khác, đồng bằng Ấn-Hằng được chia làm hai lưu vực bởi dãy Delhi; phần phía tây gồm có đồng bằng Punjab và đồng bằng Haryana, phần phía đông bao gồm hệ thống lưu vực sông Hằng–Bramaputra. Dãy Delhi chỉ cao 300 mét trên mực nước biển, nên gây ra nhận thức rằng đồng bằng Ấn-Hằng kéo dài liên tục giữa hai lưu vực sông. Cả đồng bằng Punjab và Haryana đều được cung cấp nước từ các sông Ravi, Beas và Sutlej. Các dự án thủy lợi đang trong tiến triển trên các con sông này sẽ làm suy giảm mực nước sông, tác động đến các vùng đồng bằng thấp hơn tại bang Punjab tại Ấn Độ và thung lũng sông Ấn tại Pakistan.
Đồng bằng trung du sông Hằng trải rộng từ sông Yamuna ở phía tây đến bang Tây Bengal ở phía đông. Phần đồng bằng hạ du sông Hằng và thung lũng Assam tươi tốt hơn vùng đồng bằng trung du sông Hằng. Phần đồng bằng hạ du sông Hằng tập trung tại Tây Bengal, sông Hằng cùng sông Yamuna tạo nên Đồng bằng sông Hằng. Brahmaputra chảy từ Tây Tạng với tên gọi Yarlung Tsangpo và sau đó chảy qua Arunachal Pradesh và Assam, trước khi chảy vào Bangladesh.

## Phạm vi
Là một đồng bằng lớn, phạm vi của đồng bằng có thể khác nhau tùy theo nguồn. Nói chung, đồng bằng Ấn-Hằng giới hạn bởi: 
- Kashmir ở phía bắc;
- Vùng Punjab của Pakistan và dãy Aravalli;
- Sindh ở phía tây;
- Chân núi Himalaya
- Assam và Bangladesh ở phía đông
- Vindhya- và dãy Satpura, cùng cao nguyên Chota Nagpur ở phía nam.
- Bao gồm cả phần phía bắc của Gujarat

## Địa lý
Đồng bằng Ấn-Hằng, tạo thành bởi hệ thống sông Ấn và Hằng–Brahmaputra. Sông Hằng chảy song song với dãy Himalaya, từ Jammu và Kashmir ở phía tây đến Assam ở phía đông và có lưu vực chiếm phần lớn phía bắc và đông Ấn Độ. Đồng bằng có diện tích 700.000 km² (270.000 mi²) có chiều rộng lên đến hàng trăm ki-lô-mét. Các sông lớn của đồng bằng là sông Hằng và sông Ấn cùng các chi lưu của chúng như; Beas, Yamuna, Gomti, Ravi, Chambal, Sutlej và Chenab.

## Phân cấp hành chính
không có định nghĩa cụ thể về đồng bằng Ấn-Hằng, khó có thể đưa ra một danh sách chính xác các đơn vị hành chính thuộc đồng bằng:
- Bangladesh (gần như toàn quốc)
- Ấn Độ
  - Assam
  - Bihar
  - Delhi
  - Haryana
  - Punjab
  - Rajasthan
  - Tripura
  - Uttar Pradesh
  - Tây Bengal
- Nepal
  - Madhesh
- Pakistan
  - Punjab
  - Sindh

Các vùng lãnh thổ của các đơn vị sau có thể thuộc hay không thuộc đồng bằng:
- Ấn Độ
  - Madhya Pradesh
  - Meghalaya
  - Jharkhand
  - Orissa
- Pakistan
  - Balochistan
  - Khyber Pakhtunkhwa
- Kashmir